# Money Bag (Cardi B)
Money Bag è un brano della rapper statunitense Cardi B, nona traccia del suo primo album in studio Invasion of Privacy.

## Descrizione
Secondo Rolling Stone, il brano mostra il lato più freddo della rapper. Nel testo la rapper si vanta della sua crescente ricchezza, su una "cavernosa" produzione.

## Accoglienza
Secondo Karas Lamb di Entertainment Weekly, il brano è riuscito nel suo intento di vendicarsi delle persone che hanno ritenuto la rapper scadente. Per HipHopDX, Trent Clark l’ha definito "aggressivamente divertente".  Clayton Pardum di The AV Club ne ha elogiato la produzione. Ben Beaumont-Thomas del The Guardian ha trovato una delle punchline migliori dell'album: ‘I don't understand what this hate is about / How you gon’ suck yo man dick with my name in yo mouth?’".

## Esibizioni dal vivo
Cardi B si è esibita con Money Bag insieme ai The Roots al The Tonight Show. Una parte strumentale della canzone è stata suonata al pianoforte, durante l’esibizione della rapper di Money ai Grammy Awards 2019.

## Classifiche
| Classifica (2018) | Posizione massima |
| ----------------- | ----------------- |
| Canada            | 84                |
| Stati Uniti       | 58                |